# Кирлово
Ки́рлово (фин. Kiurula) — деревня в Гатчинском муниципальном округе Ленинградской области.

## История
На «Топографической карте окрестностей Санкт-Петербурга» Военно-топографического депо Главного штаба 1817 года обозначена как деревня Киурлова из 2 дворов.
Деревня Киурлова из 1 двора упоминается на «Топографической карте окрестностей Санкт-Петербурга» Ф. Ф. Шуберта 1831 года.

ПЕГЕЛЕВА — деревня мызы Малотаицкой, принадлежит Квашнину-Самарину, титулярному советнику, число жителей по ревизии: 11 м. п., 11 ж. п. (1838 год)

ПЕГЕЛЕВА — деревня действительной статской советницы графини Зубовой, по почтовому тракту, число дворов — 5, число душ — 13 м. п. (1856 год)

Согласно «Топографической карте частей Санкт-Петербургской и Выборгской губерний» в 1860 году деревня называлась Пеггелево (Киурула) и насчитывала 6 крестьянских дворов.

ПЕГЕЛЕВО (КИУРЛОВО) — деревня владельческая при колодце, число дворов — 6, число жителей: 12 м. п., 16 ж. п. (1862 год)

В 1879 году деревня Киурлова насчитывала 7 дворов.

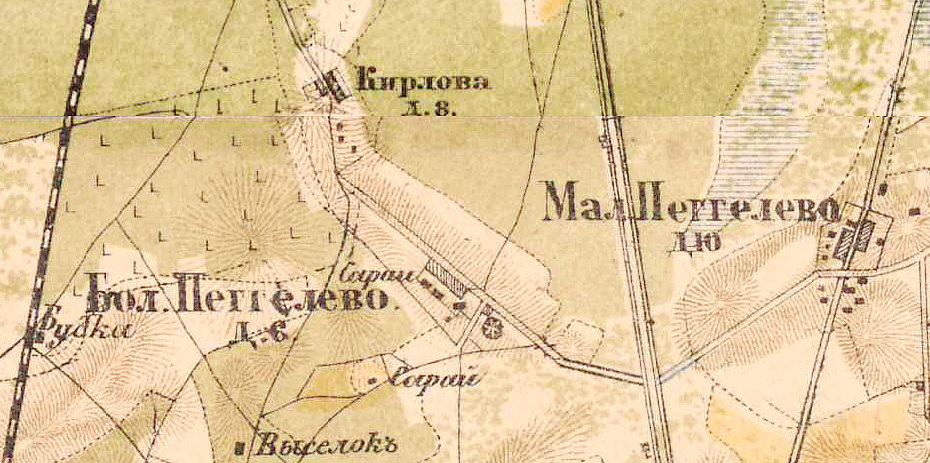
Деревни Кирлова, Большое и Малое Пеггелево на карте 1885 года

В 1885 году деревня Кирлова насчитывала 8 дворов.
В конце XIX века деревня административно относилась к Староскворицкой волости 1-го стана Царскосельского уезда Санкт-Петербургской губернии, в начале XX века — 3-го стана. Население деревни было исключительно финским.
К 1913 году количество дворов увеличилось до 25. Население деревни было исключительно финским.
С 1917 по 1922 год деревня Кирлово входила в состав Пекколевского сельсовета Староскворцикой волости Детскосельского уезда.
С 1922 года в составе Талицкого сельсовета Гатчинского уезда.
С 1924 года в составе Пудостьского сельсовета.
Согласно данным переписи населения СССР 1926 года в деревне Кирлово Пудостьского сельсовета Староскворицкой волости Троцкого уезда проживали 90 человек — все финны, кроме одной русской семьи.
В 1928 году население деревни Кирлово составляло 100 человек.

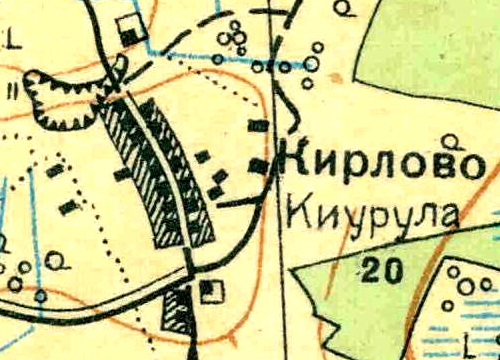
План деревни Кирлово. 1931 год

Согласно топографической карте 1931 года деревня называлась Кирлово (Киурула) и насчитывала 20 дворов.
По данным 1933 года деревня называлась Кирлово и входила в состав Пудостьского финского национального сельсовета Красногвардейского района.
C 1 августа 1941 года по 31 декабря 1943 года деревня находилась в оккупации.
В 1958 году население деревни Кирлово составляло 68 человек.
По данным 1966 и 1973 годов деревня Кирлово входила в состав Большетаицкого сельсовета.
По данным 1990 года деревня Кирлово входила в состав Веревского сельсовета.
В 1997 году в деревне проживали 37 человек, в 2002 году — 56 человек (русские — 96%).
По состоянию на 1 января 2006 года в деревне насчитывалось 13 домохозяйств и 40 дач, общая численность населения составляла 30 человек.
В 2007 году — 32.

## География
Деревня расположена в северной части района на автодороге 41К-218 (Малое Верево — Пудость).
Расстояние до административного центра поселения, деревни Малое Верево — 9,5 км.
Расстояние до ближайшей железнодорожной станции Пудость — 2,5 км.

## Демография
| 2006 | 2007 | 2010 | 2017 |
| ---- | ---- | ---- | ---- |
| 30   | ↗32  | ↗53  | ↗67  |

### Национальный состав
Согласно данным Всероссийской переписи населения 2021 года в деревне проживали 96 человек, из них:
 русские — 90, другие национальности — 3 человека, остальные национальность не указали.

## Улицы
Карьерная, Карьерный переулок, Крайняя, Лесная, Центральная.